# El padre Morelos
El padre Morelos es una película mexicana de 1943 dirigida por Miguel Contreras Torres, que narra la historia de los años jóvenes de Morelos y su vida en Michoacán, así como sus amores y su conversión en cura.

## Sinopsis
En 1798 José María Morelos, nuevo cura de Carácuaro, ayuda a los pobres y recibe la visita de su hijo y otros familiares. Explica esto contando su vida en una misa: fue huérfano de padre a los 10 años, se hizo arriero y se enamoró. Durante un viaje enfermó y no pudo ver nacer a su hijo, su mujer murió y no pudo casarse con ella. A los 26 años estudió y se hizo amigo del rector Miguel Hidalgo; luego se ordenó sacerdote. Tras contar esto, Morelos se entera de que Hidalgo ha proclamado la Independencia de México y se une a su causa con campesinos y otros hombres.

## Reparto
- Domingo Soler - José María Morelos y Pavón[3]
- Consuelo Frank - María Antonieta
- Dolores Camarillo - María Barragán
- Narciso Busquets
- Gloria Morell
- Alfredo del Diestro
- Antonio R. Frausto
- Raúl Guerrero
- Carlos Villarías
- Ricardo Mutio
- Socorro Astol
- Manuel Noriega
- Paco Martínez - Miguel Hidalgo y Costilla
- Arturo Soto Rangel - Ignacio Allende
- Paco Astol
- Juan José Laboriel
- Ricardo Carti
- David Valle González

## Producción y estreno
Filmada a partir del 14 de diciembre de 1942 en los Estudios Azteca. Estrenada el 22 de abril de 1943 en el Cine Palacio durante una semana.